# 欧肯纳根湖
欧肯纳根湖（英語：Okanagan Lake）也作奥卡诺根湖，位于加拿大西南部不列颠哥伦比亚省境内，地处欧肯纳根山谷中，为哥伦比亚河支流欧肯纳根河的源头湖。湖形狭长，面积351平方公里。当地土著印第安人中传说，湖中存在一种叫奥古布古的水怪。